# لون (دهانه)
لون یک دهانه برخوردی در ماه‌ است.